# Международный комитет коренных народов Америки
Международный комитет коренных народов Америки (англ. International Committee for the Indigenous Peoples of the Americas, INCOMINDIOS) — неправительственная межэтническая организация, занимающаяся правами коренного населения Северной, Южной и Центральной Америки. Штаб-квартира находится в Цюрихе.

## Структура
Организация была основана в 1974 году по предложению Международного совета индейцев (International Indian Treaty Council). Штаб-квартира компании находится в Цюрихе, Швейцария, а филиал в Лондоне, Великобритания. Сегодня Комитет насчитывает более 1000 членов. Комитет состоит в Союзе международных организация (UIA).

## Статус
Комитет был основан для того, чтобы предоставить индийским группам доступ к Рабочей группе ООН по коренным народам в Женеве. С 2003 года Комитету присвоен консультативный статус как неправительственной организации при Экономическом и Социальном Совете ООН.

## Деятельность
Комитет участвовал в усилиях по освобождению Леонарда Пелтиера. Организация выступает против добычи урана на индейских землях. Так же занимается вопросами улучшения инфраструктуры образования и связи для индейцев. Комитет работает с Университетом Кента и с Лондонским городским университетом в области образования.

### Ключевые направления деятельности
- Права индейских этнических групп[16]
- Культура и образование[17]
- Природные ресурсы[18]

## Внешние ссылки
- Официальный сайт Incomindios в Швейцарии
- Официальный сайт Incomindios в Великобритании